# バラック装飾社

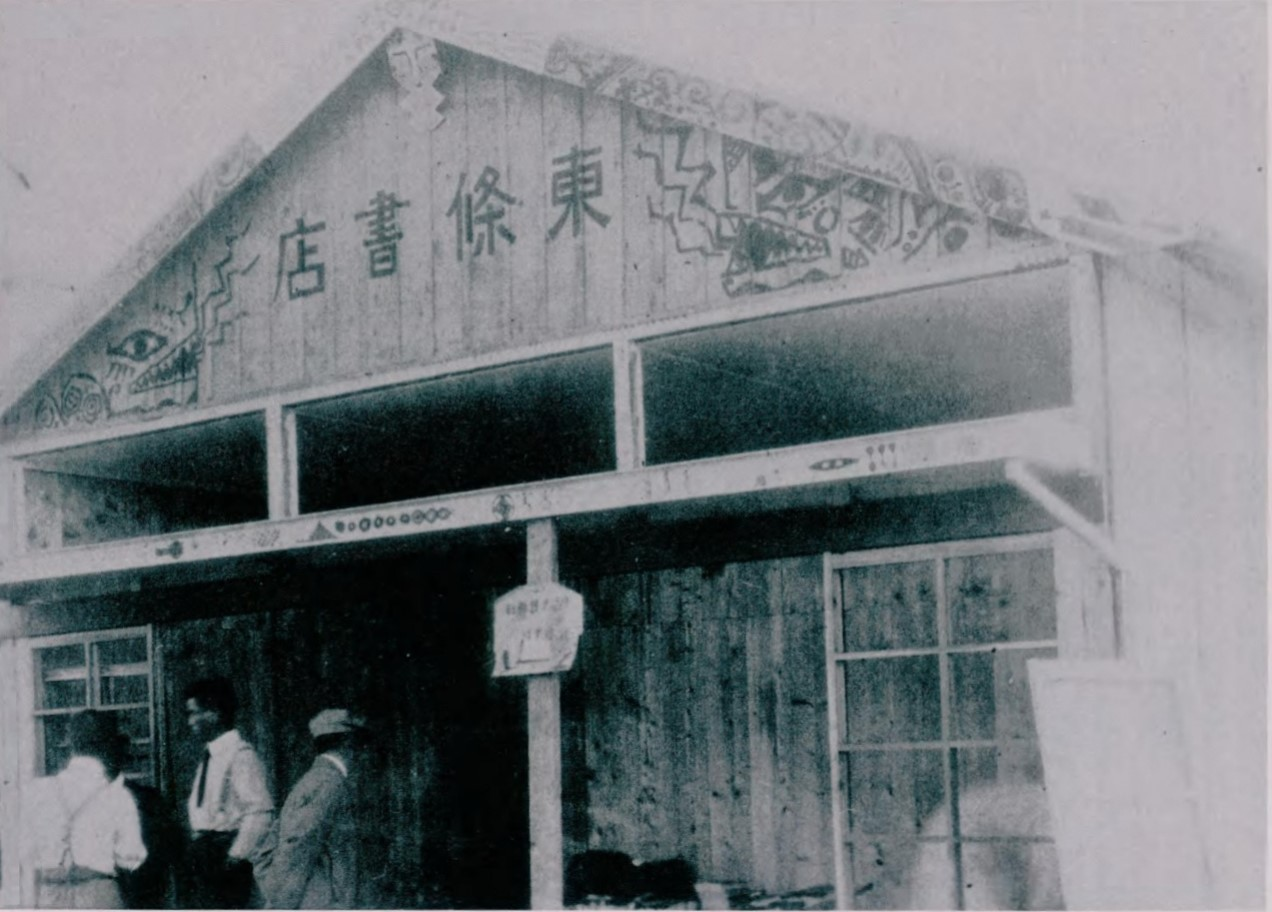
東條書店。バラック装飾社の活動の一例。

バラック装飾社（バラックそうしょくしゃ）は、大正期の日本で活動した芸術団体である。関東大震災直後である1923年（大正12年）9月、「バラックを美しくするための仕事一切」を引き受けるべく今和次郎を中心として結成された団体であり、バラックのファサードに前衛的な装飾をほどこした。

## 歴史
1923年（大正12年）9月1日におこった関東大震災が、バラック装飾社が結成される契機となった。当時35歳で、早稲田大学および東京美術学校の講師をつとめていた今和次郎も、同震災の被害を受けた。今は震災発生から3週間ほど経ったのち、被災した東京を散策するようになり、教え子であった吉田謙吉とともに震災後あらわれたバラックを記録した。
今は、母校でもある東京美術学校の後輩や教え子に働きかけ、川添登の言葉を借りるならば「殺伐となっていた世情に少しは華やかさと潤いをあたえよう」という考えのもと、バラック装飾社を結成した。その構成員の多くは、東京美術学校卒業生を中心とする装飾美術家団体「尖塔社」と、 前衛芸術家団体「アクション」に所属していた。彼らは街頭で以下のようなビラを配布し、仕事を募った。
今度の災害に際して、在来から特別な主張をもっている私達は、因習からはなれた美しい建物の為めに、街頭に働くことを申し合せました。バラック時代の東京。それが私達の芸術の試験を受けるいい機会だと信じます。バラックを美しくする仕事一切――商店、工場、レストラン、カフェ、住宅、諸会社その他の建物内外の装飾。

一九二三年九月

バラック装飾社

中川紀元（絵画）神原泰平（絵画）横山潤之助（絵画）浅野孟府（彫刻）吉田謙吉（装飾）大坪重周（装飾）飛鳥哲雄（装飾）吉邨二郎（装飾）遠山静雄（照明）今和次郎（建築）（装飾）
バラック装飾社は依頼者から前金を貰ってペンキ・脚立といった道具一式を購入し、大坪重周の会計のもとそれぞれの美術家に日当を割り振った。同社の活動がジャーナリズムに取り上げられたこともあって依頼は少なからずあり、1年ほどの間にバラック装飾社は日比谷公園の食堂を皮切りに、神田東條書店、銀座カフェー・キリン、御木本真珠店、浅草の映画館、上野の野村時計店など、東京各所で10軒近くの建築を仕上げている。
そのデザインはかなり前衛的なものであり、吉田は「日比谷公園の広場にポツンと一軒建った大衆食堂のバラックを迷彩のようにペンキで塗りたくったり、銀座の明治屋の、現銀座明治屋の真向いにあった建築の看板にみんなでキリンを描いたりした」と述懐している。また、東條書店では「野蛮人の装飾をダダイズムでやる」というテーマのもと、藤森照信いわく「魚ともワニとも人ともつかぬ動物」が、渦巻き紋様に織り交ぜられ、描かれている。また、カフェ・キリンでは「壁には、目玉をむき口を開けた怪獣のようなキリンをドイツ表現派絵画の激しいタッチで描き、室内は穏やかにロココ調で白くまとめ、後期印象派以降の画風をルールにしてメンバーが八枚の壁画を描いた」。
バラック装飾社は震災から1年が経過した1924年（大正13年）3月23日に組織として解散したが、飛鳥哲雄など一部のメンバーは引き続き活動を続けた。飛鳥は「震災後一年半、絵描き達もようやくアトリエが恋しくなってきた。尖塔社の仲間もそれぞれ仕事がきまって忙しくなって来たところで、バラック装飾社は自然解散ということになった」と述懐している。

## 評価・影響
世論の、バラック装飾社に対する評価はおおむね良好であった。たとえば『アサヒグラフ』は1923年12月に「復興途上の帝都」なる記事を掲載し、写真付きで彼らの活動に触れている。また、同月7日の『東京日日新聞』の記事では「復興途上にある東京は、世界に類のない芸術的新市街」と題して同社の活動が紹介されており、震災による偶発的影響とはいえ、従来専業建築家の領分であった建築に、美術家が進出して新たな潮流をつくりだしている現状は欧米建築界にもなかった革新的なものであるとの評価がなされている。
一方で、当時の建築界は彼らの活動に対して冷淡であり、藤森いわく「おおかたは一場の座興として無視した」。しかし、以前より表現派的な建築を志していた分離派建築会は彼らを積極的に批判した。たとえば滝沢真弓は「四周の壁面は悉く美術家のカンバス代用にされてしまっていた」ことに反発し、「もっとナイーブな心持で、あの荒い土壁を凝視し得る事こそ望ましい事である」と述べるほか、矢田茂は「熟睡した朝の様な透明な頭でもって自然に出てくるリズムや構想をそのままあらわして貰いたいのである」と論じている。これに対して今は、「透明な裸体の美を築くにかかっている人達は当然装飾と云うものをば、その作品の上から拒否するであろう」と彼らの論拠に理解を示しながらも、自らの活動は「世相を、生活を、そこで醸さるる人々の気分」を掴むものであり、「かかる表現は建築本来の追求する美と矛盾するとて、人生の上から取り捨てることが出来るであろうか」と反論している。